# Анцыферов, Алексей Николаевич
Алексе́й Никола́евич Анцы́феров (10 [22] августа 1867, Воронеж — 18 марта 1943, Париж) — русский экономист, статистик, теоретик кооперации и деятель кооперативного движения. Профессор Харьковского университета и Харьковского коммерческого института; в эмиграции — один из создателей и руководителей Русского института права и экономики при Парижском университете, один из инициаторов создания Международного института по изучению социальных движений, создатель Русского института сельскохозяйственной кооперации в Праге и Риме.

## Биография
Происходил из дворянской семьи: отец был преподавателем математики и физики Воронежской мужской гимназии, мать — помощницей начальницы женской гимназии.

### Юность и деятельность в земстве
После окончания в 1885 году с серебряной медалью Воронежской классической гимназии, он поступил на юридический факультет Московского университета, где изучал экономику и статистику под руководством А. И. Чупрова, которого впоследствии называл своим «духовным руководителем».
По окончании университета в 1890 году получил диплом 1-й степени. На протяжении 10 лет был правоведом, земским деятелем и губернским гласным Воронежской губернии, избирался почётным мировым судьёй.

### Харьков
С 1899 года некоторое время находился в Германии, где посещал лекции и семинар Иоанна Конрада. В 1902 году опубликовал свой первый научный труд «Аренда крестьянских душевых наделов и её значение», который представил на заседании Харьковского юридического общества. В 1903 году был избран приват-доцентом по кафедре политической экономии и статистики юридического факультета Харьковского университета, темой его пробной лекции была «Система домашней промышленности». Наряду с преподаванием курса статистики он вёл работу по изучению мелкого кредита в России.
В 1906 году совершил вторую зарубежную командировку, посетив Германию и Францию. Под руководством И. Конрада, Л. Брентано, Ш. Жида, фон Майера изучал особенности и опыт европейского кооперативного движения. Итогом исследований стала магистерская диссертация «Кооперация в сельском хозяйстве Германии и Франции» (1907). В 1908 году был избран экстраординарным профессором Харьковского университета.
Одновременно, А. Н. Анциферов принял активное участие в практической работе по развитию кооперативного движения в России. В 1908 году принимал активное участие в работах Московского кооперативного съезда, на котором был избран главой комиссии по разработке проекта нового положения о кооперации. В том же году вошёл в комиссию по разработке устава Московского народного банка, стал его акционером и членом Совета со дня основания. Был участником и членом Совета Харьковского общества сельского хозяйства. В 1913 году Анциферов был активным участником подготовки Всероссийского кооперативного съезда в Киеве; был участником Международного конгресса кооператоров в Баден-Бадене и Международного съезда статистиков в Вене; активно выступал на страницах «Вестника кооперации», «Экономиста России», «Хроники учреждений мелкого кредита» и в «Очерках по кооперации». Участвовал в занятия Международного института земледелия в Риме.
Как преподаватель, А. Н. Анцыферов вёл курс статистики в Харьковском университете и на Высших коммерческих курсах (с 1916 года — Харьковский коммерческий институт), в Харьковском технологическом институте. В 1911 году был избран директором харьковских Высших женских курсов Общества взаимного вспоможения трудящихся женщин. Также в 1910-е годы он читал лекции в московском Народном университете им. А. И. Шанявского, Московском коммерческом институте и на Высших женских курсах. В 1908 году им был опубликован «Курс элементарной статистики», в 1910 году — «Динамика населения».
Как общественный деятель А. Н. Анциферов был председателем комитета содействия сельскохозяйственной кооперации, членом попечительного совета, в 1908—1919 гг. — председателем правления Харьковской общественной библиотеки, членом комитета о сельских ссудо-сберегательных и промышленных товариществ при Московском обществе сельского хозяйства, членом Совета Харьковского общества сельского хозяйства и юридического общества при Харьковском университете. Избирался гласным Харьковской городской думы.

### В годы революции
В период 1917—1919 гг. А. Н. Анциферов выступил одним из авторов «Положения о кооперативных товариществах и их союзах», принятого 20 марта 1917 года в качестве закона, определявшего правовое положение российской кооперации. Этим документом вводился явочный (вместо разрешительного) порядок открытия кооперативных организаций всех видов. В мае 1917 года Анцыферов защитил докторскую диссертацию «Центральные банки кооперативного кредита» и был избран ординарным профессором Харьковского университета.
В 1918—1919 г. инициировал открытие кооперативного отделения в Харьковском коммерческом институте. Активно участвовал в деятельности Академического союза и ОСВАГ — организаций, занимавших резко отрицательную позицию по отношению к советскому режиму в России; в октябре 1919 года в числе прочих представителей харьковского академического сообщества подписал «Воззвание русских учёных к Европе», содержавшее резко отрицательную оценку советской власти. Покинул Харьков с отступающими частями Добровольческой армии в конце 1919 года. С 1920 года — в вынужденной эмиграции.

### В эмиграции
Жил в Париже, некоторое время — в Праге. Продолжал активную преподавательскую, научную и общественную деятельность. В мае 1921 года на Всеславянском кооперативном съезде, представляя «Сельскосоюз», участвовал в организации Русского института сельскохозяйственной кооперации в Праге и в течение четырёх лет возглавлял его Совет. Был редактором «Учёных записок» института, а также входил в состав редакций ряда журналов, выходивших в Праге на русском языке («Земледелие», «Хутор», «Хозяин»), публиковал статьи по проблемам кредитования, русского земледелия. С конца 1920-х гг. возглавлял кафедру сельскохозяйственной кооперации и кооперативной статистики. В 1929 г. при поддержке фонда Карнеги издал исследование «Cooperative Credit and Rural Cooperation in Russia», в котором обобщил итоги влияния мировой и гражданской войн на развитие кооперации в России. В монументальной «Энциклопедии социальных наук», выходившей в Нью-Йорке под редакцией профессора Селигмена, поместил ряд статей по вопросам демографии и социальной политики. Одновременно был профессором Русского юридического факультета в Праге, где читал статистику.
В 1930-е годы жил и работал во Франции. Преподавал совместно с М. В. Бернацким и М. А. Бунятяном на Русском отделении юридического факультета при Парижском университете (экономический семинар, лекции — «методология статистики», «экономический строй России»). Заведовал кафедрой в Русском высшем техническом институте, редактировал «Вестник РВТИ» (1932—1933); вёл также экономический семинар в Институте славяноведения. Организатор Общества русских студентов для изучения и упрочения славянской культуры (ОРСИУСК), управлял хором студентов при обществе. Возглавлял Русскую академическую группу (РАГ) в Париже, которая объединяла ведущих специалистов практически всех отраслей научных знаний, представителей деловых кругов, творческую интеллигенцию. Возглавлял правление научно-исследовательского кружка «К изучению России», который имел своей целью «обследование причин, объясняющих ход культурного развития русского народа в прошлом я выяснение условий, могущих благоприятствовать его успешному социально-экономическому развитию в будущем». Возглавлял Совет русских высших учебных заведений во Франции; с 1931 года занимал пост вице-президента Ассоциации бывших воспитанников Московского университета. Был избран членом Международного института изучения кооперации. Член Центрального Пушкинского комитета в Париже (1935—1937).
В 1931 был избран во Франко-бельгийскую ассоциацию профессоров-экономистов. В 1937 году был участником Международного конгресса социальных и экономических наук в Париже. Участвовал в создании Международного Института по изучению социальных движений.
Похоронен на кладбище Сент-Женевьев-де-Буа в Париже.

## Научные взгляды и творческое наследие
Основные труды в области теории кооперативного движения. Выступая сторонником Нимской школы, определял кооперацию как хозяйственные отношения, отличающиеся и от капитализма, и от коммунизма. Её сущностью выступали взаимопомощь, свободное и мирное сотрудничество, — нравственный, то есть христианский принцип любви к ближнему.
Исходя из этого, Анцыферов рассматривал кооперацию и капитализм, с его основополагающими принципами — конкуренцией, прагматизмом, разумным эгоизмом, как антагонистические системы. Считал, что исторически неверно связывать возникновение кооперации с капиталистическим строем, так как она возникла гораздо раньше.
Дальнейшее развитие кооперации от простейших к более сложным формам должно вытеснять формы капиталистические. Подобный процесс А. Н. Анцыферов рассматривал на примере эволюции сибирского и датского кооперативного маслоделия.
В работе «Nemesis (Демографический этюд)» (1935) прогнозировал будущее падение темпов роста и уменьшение численности населения стран Европы.
В своей последней работе — «Важнейшие законодательные акты Державы Российской» (опубл. посмертно, в 1950) отстаивал идеи монархизма как основы государственного устройства, который, по словам автора, наиболее приемлем для России, исходя из её исторического прошлого, ментальности, религиозности.

## Семья и личные качества
Обладал превосходным басом, любил участвовать в православном хоровом пении. В 1928 году был избран членом приходского совета Свято-Александро-Невского собора в Париже.
Устраивал благотворительные вечера, принимал в них участие как пианист, певец и композитор.
Прекрасно владел итальянским языком.

## Награды и признание
Премия Парижской Академии Наук (1942 г.) «за вклад в развитие мировой науки».

## Труды
- Мелкий кредит, его организация и значение в России. — Харьков, 1903.
- Центральные банки кооперативного кредита. — Пг., 1918.
- Кооперация в сельском хозяйстве Германии и Франции. — Воронеж, 1907.
- Очерки по кооперации — 3-е изд., пересмотр. и доп. — 1918.
- Курсъ статистики: Пособіе къ лекціямъ. — 1919. — 214 с.
- Кооперативный кредит и кооперативные банки. — 1919. — 168 с.
- Московский народный банк. — 2-е изд. — Москва: Типо-литография «Русского Товарищества печатного и издательского дела», 1917. — 32 с.
- О природе и сущности кооперации (этюд) // Записки Русского Института сельскохозяйственной кооперации в Праге. — Прага, 1926. — Кн. 4.
- О законе земельной ренты // Труды V Съезда Русских академических организаций в эмиграции. — София, 1930.
- Nemesis (Демографический этюд) // Записки Русского научного института в Белграде. — Белград, 1935. — Вып. 15.